# Полиген
Полиген, множественный фактор, многогенное наследование, или количественный ген — группа неаллельных генов, которые совместно воздействуют на фенотипическую особенность. Локусы неаллельных генов часто неизвестны биологам, даже если известно, что они существуют.